# Pamiętniki Mordbota
Pamiętniki Mordbota (ang. Murderbot Diaries) – cykl utworów amerykańskiej pisarki Marthy Wells, publikowany od 2017 r. Cykl składa się z pięciu nowel, dwóch powieści i trzech miniatur literackich.
Polskie tłumaczenia utworów ukazują się od 2023 nakładem Wydawnictwa Mag w tłumaczeniu Marka Pawelca.
Od maja 2025 na platformie Apple TV+ udostępniany jest pierwszy sezon serialu o tym samym tytule będący ekranizacją noweli Wszystkie wskaźniki czerwone. 

## Fabuła
Bohaterem cyklu jest „jednostka ochroniarska” (ang. SecUnit) – cyborg, którego zadaniem jest ochrona ludzi w niebezpiecznych przedsięwzięciach (np. eksploracja obcych planet). Jednostki takie są sterowane przez korporacje wysyłające ekspedycje, a ludzie traktują je z rezerwą. Bohater tego cyklu, który sam siebie nazywa Mordbotem, jest wyjątkowy – po zhakowaniu swego oprogramowania zyskał zgoła nierobocie cechy – stał się w miarę autonomiczny, jego hobby stanowi oglądanie oper mydlanych, a ludzi traktuje z sympatią.

## Utwory
- Wszystkie wskaźniki czerwone. Sztuczny stan (wyd. pol. Wydawnictwo Mag 2023)
  - Wszystkie wskaźniki czerwone (All Systems Red 2017, nowela)
  - Sztuczny stan (Artificial Condition 2018, nowela)
- Protokół buntu. Strategia wyjścia (wyd. pol. Mag 2024)
  - Protokół buntu (Rogue Protocol 2018, nowela)
  - Strategia wyjścia (Exit Strategy 2018, nowela)
- Compulsory (2018, miniatura literacka)
- Obsolescence (2019, miniatura literacka)
- Home: Habitat, Range, Niche, Territory (2020, miniatura literacka)
- Efekt sieci (Network Effect 2020, powieść; wyd. pol. Mag 2024)
- Fugitive Telemetry (2021, nowela; wyd. pol. w zapowiedziach jako Telemetria zbiegów[6])
- System Collapse (2023, powieść; wyd. pol. w zapowiedziach jako Zapaść systemu[6])

## Nagrody
- Wszystkie wskaźniki czerwone
  - 2017: Nebula; 2018: Hugo za najlepsze opowiadanie
- Sztuczny stan
  - 2019: Hugo; Locus za najlepsze opowiadanie
- Efekt sieci
  - 2020: Nebula; 2021: Hugo, Locus za najlepszą powieść
- Pamiętniki Mordbota
  - 2021: Hugo za najlepszą serię
- System Collapse
  - 2024: Locus za najlepszą powieść

W 2022 Martha Wells nie przyjęła nominacji do nagrody Nebula w kategorii opowiadanie za 2021 rok za Fugitive Telemetry, tłumacząc, że seria Pamiętniki Mordbota zdobyła już wcześniej dwie nagrody Nebula i że ustępuje miejsca innym pisarzom. Pisarka podobnie odrzuciła nominacje do Nebuli i nagrody Hugo w kategorii Powieść za Zapaść systemu w 2024.

## Odbiór
Na stronie Księgarni PWN można znaleźć opinię: „Pamiętniki Mordbota to nie tylko opowieść o androidzie, ale głęboka refleksja nad tym, czym jest człowieczeństwo. To pozycja obowiązkowa dla fanów fantastyki oraz science fiction, którzy poszukują nie tylko przygód, ale także mądrości i emocji w literaturze”.

## Ekranizacja
W 2021 Wells oznajmiła, że trwają prace nad serialową adaptacją cyklu. 14 grudnia 2023 Apple TV+ ogłosiło, że główną rolę w serialu zagra Alexander Skarsgård, który ma być również producentem wykonawczym. Reżyserami mają być Chris Weitz i Paul Weitz. W 2024 podano nazwiska kolejnych aktorów z obsady: David Dastmalchian, Noma Dumezweni, Sabrina Wu, Tattiawna Jones, Akshay Khanna i Tamara Podemski.
Premiera serialu odbyła się na platformie Apple TV+ 16 maja 2025, a produkcja zebrała dobre recenzje (ma wynik 98% na portalu Rotten Tomatoes). 